# 胸が鳴るのは君のせい
『胸が鳴るのは君のせい』（むねがなるのはきみのせい）は、紺野りさによる日本の漫画作品。略称は『胸きみ』。『ベツコミ』（小学館）2012年11月号から2014年9月号まで連載された。2020年10月時点で単行本の累計発行部数は250万部を突破している。

## あらすじ
篠原つかさは、中学2年の時に同じクラスに転入してきた有馬隼人に想いを寄せていた。卒業間近の中学3年の冬に告白をするも、あえなく玉砕する。だが、春から通う高校が同じだと知り、つかさは有馬に「まだあきらめないから」と宣言する。

## 登場人物
担当声優はムービーコミック版でのキャスト。演の項は実写映画版のキャスト。
篠原つかさ（しのはら つかさ）
声 - 大久保瑠美 / 演 - 白石聖
第1話では中学3年生、2話目以降は高校1年生。血液型A型。何かを頼まれると拒否できない責任感の強い性格。
有馬のことが好きだが中学3年生の時に一度告白してフラれている。
有馬隼人（ありま はやと）
声 - 西山宏太朗 / 演 - 浮所飛貴（美 少年 / ジャニーズJr.）
つかさのクラスメイト。血液型AB型。中学2年生の時につかさのクラスに転入してくる。クールでひょうひょうとしている。いじわるな性格。
転入する前に、麻友と付き合っていた。
長谷部泰広（はせべ やすひろ）
声 - 手塚ヒロミチ / 演 - 板垣瑞生
つかさと同級生。有馬とは知り合い。チャラチャラしている。
つかさに惹かれていくも、突然キスをしたことでつかさに距離を置かれる。
麻友（まゆ）
声 - 吉岡麻耶 / 演 - 原菜乃華
長谷部とはいとこで、有馬の元恋人。体が弱い。
有馬が転校するとき、別れを告げられたショックで貧血を起こし、植え込みに倒れ込んだ際に首元に大きな傷ができる。

## ムービーコミック
2016年2月1日からdTVにて配信されている。

### 主題歌
- Da-iCE「着れないままのコート」

## 書誌情報

### 漫画
- 紺野りさ 『胸が鳴るのは君のせい』 小学館 〈フラワーコミックス〉、全5巻
  1. 2013年6月26日発売[9]、ISBN 978-4-09-135256-9
  2. 2013年7月26日発売[10]、ISBN 978-4-09-135438-9
  3. 2013年12月26日発売[11]、ISBN 978-4-09-135660-4
  4. 2014年4月25日発売[12]、ISBN 978-4-09-136069-4
  5. 2014年12月26日発売[13]、ISBN 978-4-09-136408-1
- 紺野りさ 『胸が鳴るのは君のせい 番外編』 小学館 〈フラワーコミックス〉、全1巻
  1. 2015年9月25日発売[14][15]、ISBN 978-4-09-137659-6
- 紺野りさ 『[新装版] 胸が鳴るのは君のせい』 小学館 〈フラワーコミックススペシャル〉、全6巻
  1. 2021年5月26日発売[16][17]、ISBN 978-4-09-871365-3
  2. 2021年5月26日発売[18][17]、ISBN 978-4-09-871366-0
  3. 2021年5月26日発売[19][17]、ISBN 978-4-09-871367-7
  4. 2021年5月26日発売[20][17]、ISBN 978-4-09-871368-4
  5. 2021年5月26日発売[21][17]、ISBN 978-4-09-871369-1
  6. 2021年5月26日発売[22][17]、ISBN 978-4-09-871370-7

### 小説
- 紺野りさ（原作） / 横田理恵（脚本） / 豊田美加（著） 『胸が鳴るのは君のせい』 〈小学館文庫〉、2021年5月7日発売[23]、ISBN 978-4-09-407016-3

## 実写映画
2020年9月13日に実写映画化が発表され、2021年6月4日に公開された。主演は本作が映画初主演となる浮所飛貴（美 少年 / ジャニーズJr.）。2022年2月9日には大韓民国で公開された。
キャッチコピーは「あたしの全部で、恋をした。」。

### キャスト（実写映画）
- 有馬隼人：浮所飛貴（美 少年 / ジャニーズJr.）
- 篠原つかさ：白石聖
- 長谷部泰広：板垣瑞生
- 長谷部麻友：原菜乃華
- 酒井みどり：河村花[26][27]
- 高岡俊樹：若林時英[26][27]
- 星川弥生：箭内夢菜[26][27]
- 金子圭祐：入江海斗[26][27]
- 真野梨々子：浅川梨奈[28]
- 体育教師 原：中村祐志
- かき氷屋の大将：RED RICE（湘南乃風）[28]
- 風紀担当教師 中村：城島茂[29]

### スタッフ（実写映画）
- 原作：紺野りさ『胸が鳴るのは君のせい』（小学館「ベツコミ フラワーコミックス」刊）[5]
- 監督：髙橋洋人[5]
- 脚本：横田理恵[5]
- 音楽：KYOHEI
- 主題歌：美 少年 / ジャニーズJr.「虹の中で」[30]
- 製作：村松秀信、與田尚志、藤島ジュリーK.、久保雅一、長坂信人
- 企画・プロデュース：木村元子
- エグゼクティブプロデューサー：柳迫成彦
- プロデューサー：峠本悠悟、谷鹿夏希
- 制作統括：福冨薫
- 宣伝プロデューサー：高橋遥介、桝林宏明
- 撮影：斑目重友
- 照明：川里一幸
- 録音：高須賀健吾
- 美術：長谷川功、寒河江陽子
- 装飾：坂本朗
- 編集：伊藤伸行
- 選曲・音響効果：壁谷貴弘
- スクリプター：中村愛由美
- 衣装：藤山晃子
- ヘアメイク：加藤まり子
- 助監督：高橋由妃
- 制作担当：小川勝美
- 配給：東映[5]
- 制作協力：ドリームプラス[5]
- 制作プロダクション：オフィスクレッシェンド[5]
- 製作：「胸が鳴るのは君のせい」製作委員会（東映、東映ビデオ、ジェイ・ストーム、小学館、オフィスクレッシェンド）